# Danwon High School
Die Danwon High School (kor. 단원고등학교, Hanja 檀園高等學校, rev. Danwon godeung hakgyo, dt. „Oberschule Danwon“) ist eine Sekundarschule im Stadtbezirk Danwon von Ansan, Südkorea. Die öffentliche Schule wurde 2005 gegründet und unterrichtet Schüler der Jahrgangsstufen 10, 11 und 12. Die Jahrgangsstufen 7, 8 und 9 werden in der benachbarten Schule (단원중학교, 檀園中學校, Danwon jung hakgyo, dt. „Mittelschule Danwon“) unterrichtet. Die Schulen befinden sich auf einem Hügel beim Stadtpark Wongojan (원고잔). Die Danwon High School ist bekannt für ihre guten Sportmannschaften.

## Seeunfall 2014
Die Schule organisiert jedes Jahr einen Schulausflug, um Schülern, die sich bald darauf intensiv auf die Aufnahmeprüfungen für die Universitäten vorbereiten müssen, zuvor noch eine kurze Arbeitspause zu gewähren. Ziel des Ausfluges ist die Insel Jejudo. In den ersten Jahren flogen die Schüler auf die Insel. 2013 wurde der Ausflug um einen Tag verlängert und erstmals eine dreizehnstündige Überfahrt mit einer Fähre gewählt. Am Abend des 15. April 2014 begaben sich 325 Schüler der Danwon High School, überwiegend im Alter von 16 oder 17 Jahren, in Begleitung von 15 Lehrern für die Überfahrt des viertägigen Schulausflugs auf die Fähre Sewol. Am folgenden Morgen gegen neun Uhr (Ortszeit) kenterte die Fähre, etwa drei Stunden vor der planmäßigen Ankunft. Unter den Opfern der Katastrophe befinden sich zahlreiche Schüler und Lehrer. Es konnten sich nur 75 Schüler retten.
Der 52-jährige stellvertretende Rektor der Schule, Kang Min-Kyu, wurde von der sinkenden Fähre gerettet. Zwei Tage später wurde er tot aufgefunden, nach Medienangaben beging er Suizid und hinterließ einen Abschiedsbrief.
Drei Schülerinnen sagten ihre Teilnahme am Schulausflug ab. Sie gewannen am 15. April, dem Tag der Abfahrt, als Schulmannschaft das Halbfinale bei der 60. nationalen Tischtennismeisterschaft. Am Tag nach dem Unglück gewannen sie das Finale.
Am 17. April nahmen 500 Schüler und Anwohner an einer Kerzenlicht-Mahnwache für die Opfer in der Sporthalle der Schule teil.